# هارديكانوت

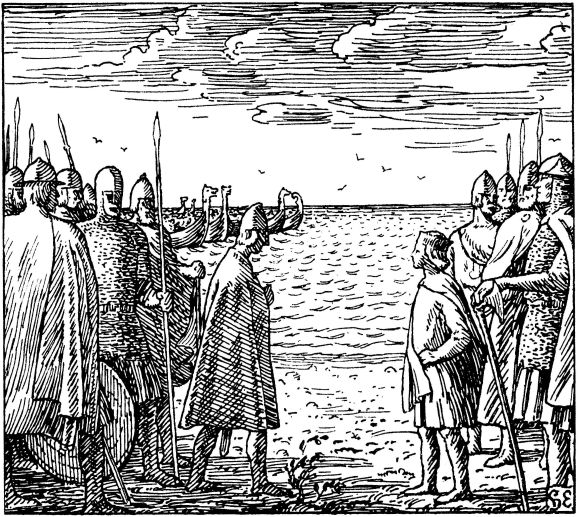
رسمة تخيلية هادي كانوت يلتقي ماغنوس الأول ملك النرويج

هارديكانوت أو هارداكانوت أو هارثاكانوت (وتعني كانوت القوي) هو ملك إنكلترا وابن كانوت العظيم من زوجته إلفغيفو أو إيما، وولد تقريبا حوالي العام 1019. حدث نزاع على العرش بعد موت كانوت العظيم عام 1035، وناصرته إيما على الزعامة ودعمهم غودوين إيرل وسكس وعارضوا أخاه هارولد قدم الأرنب وهو ابن كانوت غير الشرعي الذي دعمه لوفريك إيرل مرسيا وزعماء الشمال.
عقد اجتماع للحكماء في أوكسفورد، وتم عرض تسوية في النهاية وانتخب خلالها هارولد كحاكم مؤقت على كل إنكلترا، وظلت معلقة إلى حين رجوع هارديكانوت من الدنمارك. ولكن تم الاعتراض على هذه التسوية من قبل إيما وغودوين الذان حكما وسكس نيابة عن هارديكانوت. لكن فريق هارولد سرعان ما ازداد حجمه، وفي بداية العام 1037 انتخب ملكا بشكل نهائي. وطردت إيما وذهبت للمنفى في بروج، وانضم إليها هارديكانوت واتفقا مع بعضهما على تنظيم غزو على إنكلترا.
لكن في السنة التالية مات هارولد وارتقى هارديكانوت إلى العرش بشكل سلمي، وكان عهده القصير قد اتسم بالقمع والقسوة الشديدين. وأمر أن ينبش قبر هارولد وأن تلقى جثته في مستنقع، وكانت الضرائب التي فرضها باهظة لكي يدعم أساطيله الأجنبية مما خلق حالة من السخط الشديد عبر المملكة، وقامت انتفاضة كبيرة في وورسسترشاير على الذين تم إرسالهم لجمع الضرائب، فقام بإحراق مدينة وورسستر وسواها بالأرض ودمر المناطق المجاورة، وفي عام 1041 أمر باغتيال إدوولف إيرل نورثمبريا بعد أن منحه الأمان بالمرور.
وقع في نوبة فجائية بينما كان يشرب شرابا في حفل زفاف ومات بعدها بأيام قليلة في 8 يونيو 1042.